# 比埃山
46°01′30″N 06°51′09″E / 46.02500°N 6.85250°E

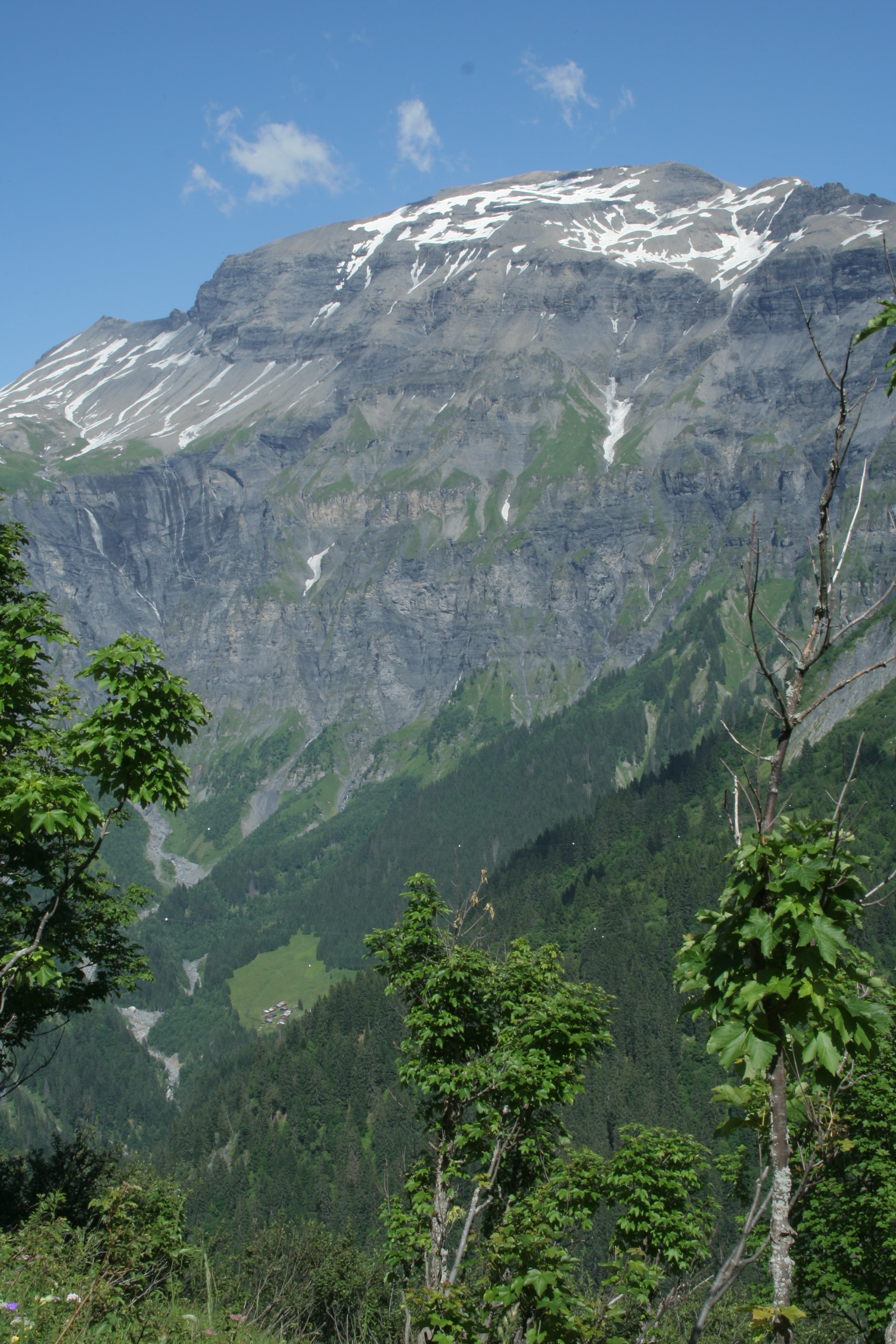

比埃山（法語：Mont Buet，法語發音：[mɔ̃ bɥɛ]）是法國上薩瓦省的山峰，位於該國東部，屬於沙布莱山的一部分，該山峰海拔高度3,096米，每年平均降雨量1,567毫米。